# Dennis MacDonald
Dennis Ronald MacDonald (nascido em 1946) é o Professor John Wesley de Novo Testamento e Origens Cristãs na Claremont School of Theology, na Califórnia. MacDonald propõe uma teoria em que os primeiros livros do Novo Testamento foram respostas aos Épicos Homéricos, incluindo o Evangelho de Marcos e os Atos dos Apóstolos. A metodologia que ele foi pioneiro se chama Mimesis Criticism. Se suas teorias estão corretas, "quase tudo escrito na narrativa cristã primitiva é falho". Segundo ele, os estudos bíblicos modernos falharam em reconhecer o impacto da poesia homérica.
O outro ramo principal da atividade acadêmica de MacDonald é sua contribuição para o Problema Sinóptico. Ele chama sua solução de hipótese Q + / Papias .

## Formação
MacDonald obteve seu diploma de graduação na Universidade Bob Jones, um mestrado em Divindade no McCormick Theological Seminary e um Ph.D na Harvard University. Ele ensinou Teologia e Estudos Bíblicos na Iliff School of Theology em Denver, Colorado, de 1980 a 1998. Desde 1998 até hoje, ele é o Professor John Wesley de Novo Testamento na Claremont School of Theology e Professor de Religião na Claremont Graduate University . Ele também é o diretor do Instituto de Antiguidade e Cristianismo de Claremont.

## Cristianizando Homero
Em um dos primeiros livros de MacDonald, Christianizing Homer: The Odyssey, Platão, and the Acts of Andrew, ele postulou a teoria de que Atos de Andre não-canônico era uma recontagem cristã da Ilíada de Homero. Nele, ele argumentou que era possível detectar tendências que mostravam paralelos entre o épico homérico e os Atos de Andre. Ele argumentou que os Atos de André são mais bem compreendidos à luz da Odisséia. Que a ordem dos eventos nos Atos segue os encontrados nos Atos de André, que certos eventos nos Atos são mais bem compreendidos quando entendidos no contexto dos épicos homéricos, e que os textos homéricos geralmente estavam disponíveis durante o primeiro século d.C. Em trabalhos subsequentes, MacDonald expandiu sua hipótese para incluir os Atos dos Apóstolos e o Evangelho de Marcos como variações cristãs dos épicos homéricos.
Em Christianizing Homer, MacDonald estabelece seus princípios de mimese literária, sua metodologia para comparar textos antigos. Existem seis aspectos que ele examina:
- 1) acessibilidade;
- 2) analogia;
- 3) densidade;
- 4) ordem;
- 5) traços distintivos;
- 6) interpretabilidade.[1]

De acordo com sua hipótese, Homero não só estava prontamente disponível para os autores do Novo Testamento, mas os épicos homéricos teriam sido os textos básicos sobre os quais os autores do Novo Testamento aprenderam a escrever grego. MacDonald também argumenta que o número de características comuns, a ordem em que elas ocorrem e a distinção entre os Textos Homéricos e os primeiros documentos cristãos ajudam a mostrar que os escritores do Novo Testamento estavam usando modelos homéricos ao escrever vários livros.
Nas suas primeiras críticas, MacDonald apenas aplicou sua hipótese a obras como Tobias e os Atos de Pedro. Em obras posteriores, ele postula que os Atos dos Apóstolos, o Evangelho de Marcos e o Evangelho de Lucas fundiram dois clássicos culturais de seu período de tempo para "descrever Jesus como mais compassivo, poderoso, nobre e persuadido a sofrer do que Odisseu."

## Épicos homéricos e o Evangelho de Marcos
O trabalho seminal de MacDonald, no entanto, é The Homeric Epics and the Gospel of Mark. Segundo MacDonald, o Evangelho de Marcos é "um anti-épico deliberado e consciente, uma inversão da 'Bíblia' grega da Ilíada e da Odisséia de Homero, que, de certo modo, atualiza e judaiza os valores heroicos desatualizados apresentados por Homero, na figura. de um novo herói ".
O livro começa examinando o papel que os épicos homéricos desempenharam na antiguidade - a saber, quem foi considerado educado na época aprendeu a ler e escrever, e o fez estudando a Odisséia e a Ilíada. Esperava-se que os alunos, não apenas entendessem os épicos, mas também pudessem reescrever as histórias com suas próprias palavras. Reescrever os épicos homéricos era comum e aceito nos tempos bíblicos.
Ao usar os épicos homéricos, os escritores antigos não estavam tentando enganar seus leitores; de fato, MacDonald acredita que os leitores antigos entenderam as justaposições de Jesus com Odisseu. “O propósito de Marcos”, ele argumenta, “ao criar tantas histórias sobre Jesus, foi demonstrar o quão superior [Jesus] era aos heróis gregos. Poucos leitores de Marcos não conseguem ver como ele retrata Jesus como superior aos dignos judeus... Ele faz o mesmo pelos heróis gregos.”

## Recepção
Margaret Mitchell criticou Macdonald além de Karl Olav Sandnes. Sandnes observa a natureza vaga de supostos paralelos como o "calcanhar de Aquiles" do projeto "escorregadio". Ele também questionou a natureza dos supostos motivos paralelos, vendo as interpretações de MacDonald de motivos comuns. Ele afirma: "Sua leitura [de MacDonald] é fascinante e contribui para uma exegese orientada ao leitor. Mas ele falha em demonstrar intenção autoral enquanto, de fato, negligencia a intertextualidade do Antigo Testamento que é difundida nesta literatura ". Daniel Gullotta, de Stanford, escreve similarmente "A lista de comparações não convincentes de MacDonald continua e foi anotada por numerosos críticos. Apesar do apelo digno de MacDonald para que os estudiosos reexaminassem as práticas educacionais do mundo antigo, todas as evidências tornam insustentável sua posição de domínio influente homérico." Adam Winn, apesar de adotar os métodos de crítica mimética de MacDonald, concluiu após uma análise detalhada das teses e comparações de MacDonald entre Homero e Marcos que "MacDonald é incapaz de fornecer um único exemplo de interpretação Marcana clara e óbvia de Homero ... porque as evidências de MacDonald são na melhor das hipóteses, acabará convencendo poucos ". Além disso, David Litwa argumenta que partes problemáticas da tese de MacDonald incluem que ele interpreta tanto amplas faixas de semelhança quanto amplas diferenças como evidência paralela, que altera seus paralelos para torná-los mais convincentes como sugerir que Jesus caminha a água é comparável a Athena e Hermes voando acima da água, que ele tem uma aplicação inconsistente de seus próprios seis critérios (onde muitas vezes usa apenas um ou dois para estabelecer paralelos e, portanto, se apóia amplamente em padrões estruturais de similaridade), e que muitas vezes tem paralelos completamente pouco convincentes, como a comparação de Odisseu em uma ilha flutuante com Jesus sentado em um barco que flutua na água.

## Trabalhos selecionados

### Livro
- MacDonald, Dennis R. (1983). The Legend and the Apostle: The Battle for Paul in Story and Canon. Westminster John Knox Press. Philadelphia, PA: [s.n.] ISBN 9780664244644. OCLC 8975344
- MacDonald, Dennis R. (1990). The Acts of Andrew and the Acts of Andrew and Matthias in the city of the cannibals. Scholars Press. Col: Texts and translations. 33. Atlanta, GA: [s.n.] ISBN 9781555404925. OCLC 21950803
- MacDonald, Dennis R. (1994). Christianizing Homer: "The Odyssey," Plato, and "The Acts of Andrew". Oxford University Press. Oxford, UK & New York: [s.n.] ISBN 978-0-19-508722-2. OCLC 473473966
- MacDonald, Dennis R. (2000). The Homeric Epics and the Gospel of Mark. Yale University Press. New Haven, CT: [s.n.] ISBN 9780300080124. OCLC 42389595
- MacDonald, Dennis R. (2003). Does the New Testament Imitate Homer? Four Cases from the Acts of the Apostles. Yale University Press. New Haven, CT: [s.n.] ISBN 978-0-300-09770-2. OCLC 475204848
- MacDonald, Dennis R. (2005). Acts Of Andrew: Early Christian Apocrypha. Polebridge Press. Santa Rosa, CA: [s.n.] ISBN 9780944344552. OCLC 60550838
- MacDonald, Dennis R. (2012). Two Shipwrecked Gospels: the logoi of Jesus and Papias's exposition of logia about the Lord. Society of Biblical Literature. Col: Early Christianity and its Literature. 8. Atlanta, GA: [s.n.] ISBN 9781589836907. OCLC 949184274

### Editado por
- MacDonald, ed. (2001). Mimesis and Intertextuality in Antiquity and Christianity. Trinity Press International. Col: Studies in antiquity and Christianity. Harrisburg, PA: [s.n.] ISBN 9781563383359. OCLC 44868965
- MacDonald; Brodie; Porter, eds. (2006). The Intertextuality of the Epistles Explorations of Theory and Practice. Sheffield Phoenix Press. Col: New Testament monographs. 16. Sheffield, UK: [s.n.] ISBN 9781905048625. OCLC 84673847

### Capítulos
- MacDonald, Dennis R. (2001). «Tobit and the Odyssey». In:  MacDonald. Mimesis and Intertextuality in Antiquity and Christianity. Trinity Press International. Col: Studies in antiquity and Christianity. Harrisburg, PA: [s.n.] pp. 11–55. ISBN 9781563383359. OCLC 44868965
- MacDonald, Dennis R. (2006). «A Categorization of Antetextuality in the Gospels and Acts: a case for Luke's imitation of Plato and Xenophon to depict Paul as a Christian Socrates». In:  MacDonald; Brodie; Porter. The Intertextuality of the Epistles Explorations of Theory and Practice. Sheffield Phoenix Press. Col: New Testament monographs. 16. Sheffield, UK: [s.n.] pp. 211–25. ISBN 9781905048625. OCLC 84673847